# El Comercio (Spanje)
El Comercio is een regionaal dagblad in de Spaanse autonome gemeenschap Asturië. De krant wordt uitgegeven in de stad Gijón. Het is het op een na oudste blad van de regio, en het oudste dat dagelijks en in de gehele regio verschijnt. De krant maakt deel uit van de Grupo Vocento.
In de periode juli 2009 - juni 2010 had El Comercio een gemiddelde dagelijkse oplage van 29.221 exemplaren. Daarmee is het qua oplage het tweede dagblad van de regio Asturië, na La Nueva España. In de stad Avilés verschijnt de krant onder de naam La Voz de Avilés.
El Comercio werd opgericht op 2 september 1878 door een groep reders en industriëlen met als doel hun belangen te verdedigen. Dit gold dan met name voor de spoorwegen en de haven. Tijdens de burgeroorlog werd het blad in beslag genomen en haar ruimtes gebruikt voor het maken van het socialistische blad Avance. Na de oorlog ondervond El Comercio moeilijkheden door de restricties op papier en de tegenwerkingen van de officiële pers van het regime van Franco. Desalniettemin werd het vanaf de jaren 1950 een van de belangrijkste bladen van de regio.